# Phyllophaga xkumuka
Phyllophaga xkumuka är en skalbaggsart som beskrevs av Moron 1999. Phyllophaga xkumuka ingår i släktet Phyllophaga och familjen Melolonthidae. Inga underarter finns listade i Catalogue of Life.